# هانس گئورگ دولز
هانس گئورگ دولز (انگلیسی: Hans-Georg Dulz; ۳۱ اکتبر ۱۹۳۶ – ۱۶ فوریهٔ ۲۰۲۲) بازیکن فوتبال اهل آلمان بود.
از باشگاه‌هایی که در آن بازی کرده‌است می‌توان به باشگاه فوتبال آینتراخت برانشوایگ، باشگاه فوتبال هامبورگ، و باشگاه فوتبال بروسیا دورتموند اشاره کرد.